# Pavel Novák (lední hokejista)
Pavel Novák (* 16. dubna 2002 Tábor) je český hokejový útočník hrající za tým Iowa Heartlanders v ECHL. Ve vstupním draftu 2020 si jej jako 146. celkově v 5. kole vybral tým Minnesota Wild

## Život
S hokejem začínal v Jihočeském klubu TJ Lokomotiva Veselí nad Lužnicí. Později prošel mládežnickými kategoriemi týmů IHC Králové Písek a následně ČEZ Motor České Budějovice, kde zažil i premiéru ve druhé nejvyšší lize a později i v Extralize. V roce 2020 byl draftován jako číslo 146 týmem Minnesota Wild. V současnosti hraje v americkém týmu Iowa Heartlanders v ECHL.
Dne 24. června roku 2022 mu byla diagnostikovaná rakovina lymfatické tkáně, známá jako Hodgkinův lymfom. Tu úspěšně porazil a vrátil se zpět k profesionálnímu hokeji.

## Statistiky

### Klubové statistiky
| Sezóna      | Klub                          | Soutěž      |    | Základní část | Základní část | Základní část | Základní část | Základní část |   | Play off | Play off | Play off | Play off | Play off |
| Sezóna      | Klub                          | Soutěž      | Z  | G             | A             | B             | TM            | Z             | G | A        | B        | TM       |          |          |
| 2018/19     | ČEZ Motor České Budějovice    | ČHL-19      | 31 | 29            | 16            | 45            | 16            | —             | — | —        | —        | —        |          |          |
| 2018/19     | ČEZ Motor České Budějovice    | 1. ČHL      | 20 | 0             | 3             | 3             | 4             | —             | — | —        | —        | —        |          |          |
| 2019/20     | Kelowna Rockets               | WHL         | 55 | 25            | 33            | 58            | 33            | —             | — | —        | —        | —        |          |          |
| 2020/21     | HC Stadion Litoměřice         | 1. ČHL      | 9  | 1             | 3             | 4             | 8             | —             | — | —        | —        | —        |          |          |
| 2020/21     | Madeta Motor České Budějovice | ČHL         | 15 | 0             | 1             | 1             | 2             | —             | — | —        | —        | —        |          |          |
| 2021/22     | Kelowna Rockets               | WHL         | 62 | 29            | 43            | 72            | 14            | —             | — | —        | —        | —        |          |          |
| 2023/24     | Iowa Wild                     | AHL         | 12 | 2             | 1             | 3             | 6             | —             | — | —        | —        | —        |          |          |
| 2023/24     | Iowa Heartlanders             | ECHL        | 44 | 14            | 13            | 27            | 26            | —             | — | —        | —        | —        |          |          |
| AHL celkově | AHL celkově                   | AHL celkově | 12 | 2             | 1             | 3             | 6             | 0             | 0 | 0        | 0        | 0        |          |          |

### Reprezentace
| Rok                       | Tým                       | Soutěž                    | Z | G | A | B | TM |
| ------------------------- | ------------------------- | ------------------------- | - | - | - | - | -- |
| 2021                      | Česko 20                  | MS-20                     | 5 | 1 | 2 | 3 | 0  |
| Juniorská kariéra celkově | Juniorská kariéra celkově | Juniorská kariéra celkově | 5 | 1 | 2 | 3 | 0  |